# 1363
سنة 1363 كانت سنة بسيطة تبدأ يوم الأحد (الرابط يظهر نموذج التقويم الكامل للسنة) من التقويم اليولياني.

## مواليد
- مارغريت من بافاريا سياسية ألمانية
- هوانغ هي

## وفيات
- مرقس الرابع (بابا الإسكندرية).
- المجاهد علي بن المؤيد داود - خامس ملوك الدولة الرسولية